# Hrušky (výhybna)
Hrušky (nebo též Výh Hrušky) jsou výhybna (někdejší železniční stanice), která leží mezi Břeclaví a Hruškami. Nachází se v km 88,131 trati Přerov–Břeclav mezi zastávkou Hrušky zastávka a stanicí Břeclav.

## Historie
Stanice, tehdy s názvem Birnbaum, byla dána do provozu 6. března 1911. V roce dostala český název Hrušky na Moravě, který byl v roce 1925 zkrácen na Hrušky. V období 1939–1945 se používalo dvojjazyčné pojmenování Birnbaum (Mähren) / Hrušky.
Původní železniční stanice je od roku 1999 uzavřena pro nástup a výstup cestujících, čímž byl změněn její status na výhybnu. V někdejší stanici zůstalo jen jedno nástupiště u výpravní budovy.

## Popis výhybny
Ve výhybně je pět dopravních kolejí (od budovy číslovány č. 4, 2, 1, 3 a 5), všechny o užitečné délce 669 metrů. U koleje č. 4 je vybudováno nástupiště o délce 42 metrů s nástupní hranou ve výšce 250 mm nad temenem kolejnice, které slouží jen pro služební účely. Výhybna je vybavena elektronickým stavědlem ESA 11, které je standardně ovládáno z CDP Přerov, alternativně je možné ovládání ze stanice Břeclav. Přímo v dopravní kanceláři v Hruškách je jen pasivní zobrazení JOP bez možnosti ovládání staničního zabezpečovacího zařízení. Přilehlý traťový úsek do Moravské Nové Vsi je vybaven trojznakovým elektronickým obousměrným automatickým blokem, úsek do Břeclavi pak obousměrným integrovaným traťovým zabezpečovacím zařízením s vlastnostmi automatického bloku bez návěstidel.